# Ghana aux Jeux olympiques d'été de 2012
Le Ghana participe aux Jeux olympiques d'été de 2012 à Londres (Royaume-Uni), du 27 juillet au 12 août de la même année, pour la 13e fois lors de Jeux d'été.

## Athlétisme
Les athlètes du Ghana ont jusqu'ici atteint les minima de qualification dans les épreuves d'athlétisme suivantes (pour chaque épreuve, un pays peut engager trois athlètes à condition qu'ils aient réussi chacun les minima A de qualification, un seul athlète par nation est inscrit sur la liste de départ si seuls les minima B sont réussis),.
Hommes
Concours
| Athlète          | Épreuve          | Qualification | Qualification | Finale   | Finale |
| Athlète          | Épreuve          | Distance      | Rang          | Distance | Rang   |
| ---------------- | ---------------- | ------------- | ------------- | -------- | ------ |
| Ignisious Gaisah | Saut en longueur | 7,79 m        | 18e           | NC       | NC     |

Femmes
Courses
| Vida Anim | 200 m | 23 s 71 | 43e | NC | NC | NC | NC | NC | NC |

Combinés – Heptathlon
| Athlète          | Épreuve  | 100 H | SH  | LP  | 200 m | SL  | LJ  | 800 m | Total | Rang |
| ---------------- | -------- | ----- | --- | --- | ----- | --- | --- | ----- | ----- | ---- |
| Margaret Simpson | Résultat | DNS   | DNS | DNS | DNS   | DNS | DNS | DNS   | 0     | DNF  |
| Margaret Simpson | Points   | 0     | 0   | 0   | 0     | 0   | 0   | 0     | 0     | DNF  |

## Boxe
Hommes
| Athlète         | Compétition         | 1/16 de finale                | 1/8 de finale       | Quarts de finale    | Demi-finales        | Finale              |
| Athlète         | Compétition         | Adversaire Résultat           | Adversaire Résultat | Adversaire Résultat | Adversaire Résultat | Adversaire Résultat |
| --------------- | ------------------- | ----------------------------- | ------------------- | ------------------- | ------------------- | ------------------- |
| Isaac Dogboe    | Coqs (-56 kg)       | Satoshi Shimizu (JPN) 9-10    | –                   | –                   | –                   | –                   |
| Duke Micah      | Mouches (-52 kg)    | Jason Lavigilante (MRI) 18-14 | M Conlan (IRL) 8-19 | –                   | –                   | –                   |
| Sulemanu Tetteh | Mi-mouches (-60 kg) | Jose Ramírez 20-21            | –                   | –                   | –                   | –                   |

## Haltérophilie
| Athlète | Compétition             | Arraché  | Épaulé-jeté | Total    |
| Athlète | Compétition             | Résultat | Résultat    | Résultat |
| ------- | ----------------------- | -------- | ----------- | -------- |
| +75 kg  | Alberta Boatema Ampomah | 73 kg    | 101 kg      | 174 kg   |

## Judo
| Athlète         | Compétition           | 1/32 de finale      | 1/16 de finale             | 1/8 de finale       | Quarts de finale    | Demi-finales        | Repêchage 1         | Repêchage 2         | Finale              | Finale |
| Athlète         | Compétition           | Adversaire Résultat | Adversaire Résultat        | Adversaire Résultat | Adversaire Résultat | Adversaire Résultat | Adversaire Résultat | Adversaire Résultat | Adversaire Résultat | Rang   |
| --------------- | --------------------- | ------------------- | -------------------------- | ------------------- | ------------------- | ------------------- | ------------------- | ------------------- | ------------------- | ------ |
| Emmanuel Nartey | Moins de 73 kg hommes | exempt              | Dex Elmont (NED) 0003/1110 | -                   | -                   | -                   | -                   | -                   | -                   | -      |